# 1785 în literatură
Anul 1785 în literatură a implicat o serie de evenimente și cărți noi semnificative.  

## Cărți noi
- James Boswell - Journal of a Tour to the Hebrides with Samuel Johnson
- Edmund Burke - Speech on the Nabob of Arcot's Debts
- Francis Grose - A Classical Dictionary of the Vulgar Tongue
- Samuel Johnson - Prayers and Meditations
  - - Lucrări
- Immanuel Kant - Groundwork of the Metaphysic of Morals
- William Paley - The Principles of Moral and Political Philosophy
- Clara Reeve - The Progress of Romance
- Thomas Reid - Essays on the Intellectual Powers of Man
- John Scott - Critical Essays on Some of the Poems